# La Tène
La Tène (toponimo francese) è stato un comune svizzero del Canton Neuchâtel.

## Geografia fisica
Il comune territorio del comune di La Tène si estende all'estremità nordorientale del lago di Neuchâtel.

## Origini del nome
Al comune è stato dato il nome del sito archeologico presente sul territorio comunale che identifica la cultura preistorica ancestrale dei Celti.

## Storia
Il comune di La Tène è stato istituito il 1º gennaio 2009 con la fusione dei comuni soppressi di Marin-Epagnier (a sua volta istituito nel 1888 con la fusione dei comuni soppressi di Epagnier e Marin) e Thielle-Wavre (a sua volta istituito nel 1888 con la fusione dei comuni soppressi di Thielle e Wavre).
Il 1º gennaio 2025 La Tène è stato aggregato agli ex-comuni di Enges, Hauterive e Saint-Blaise per formare il nuovo comune di Laténa.

## Società

### Evoluzione demografica
L'evoluzione demografica è riportata nella seguente tabella:
Abitanti censiti

## Geografia antropica

### Frazioni
Le frazioni di La Tène sono:
- Marin-Epagnier[7]
  - Epagnier[8]
  - Marin
  - Préfargier
- Thielle-Wavre[9]
  - Thielle
  - Wavre

## Infrastrutture e trasporti

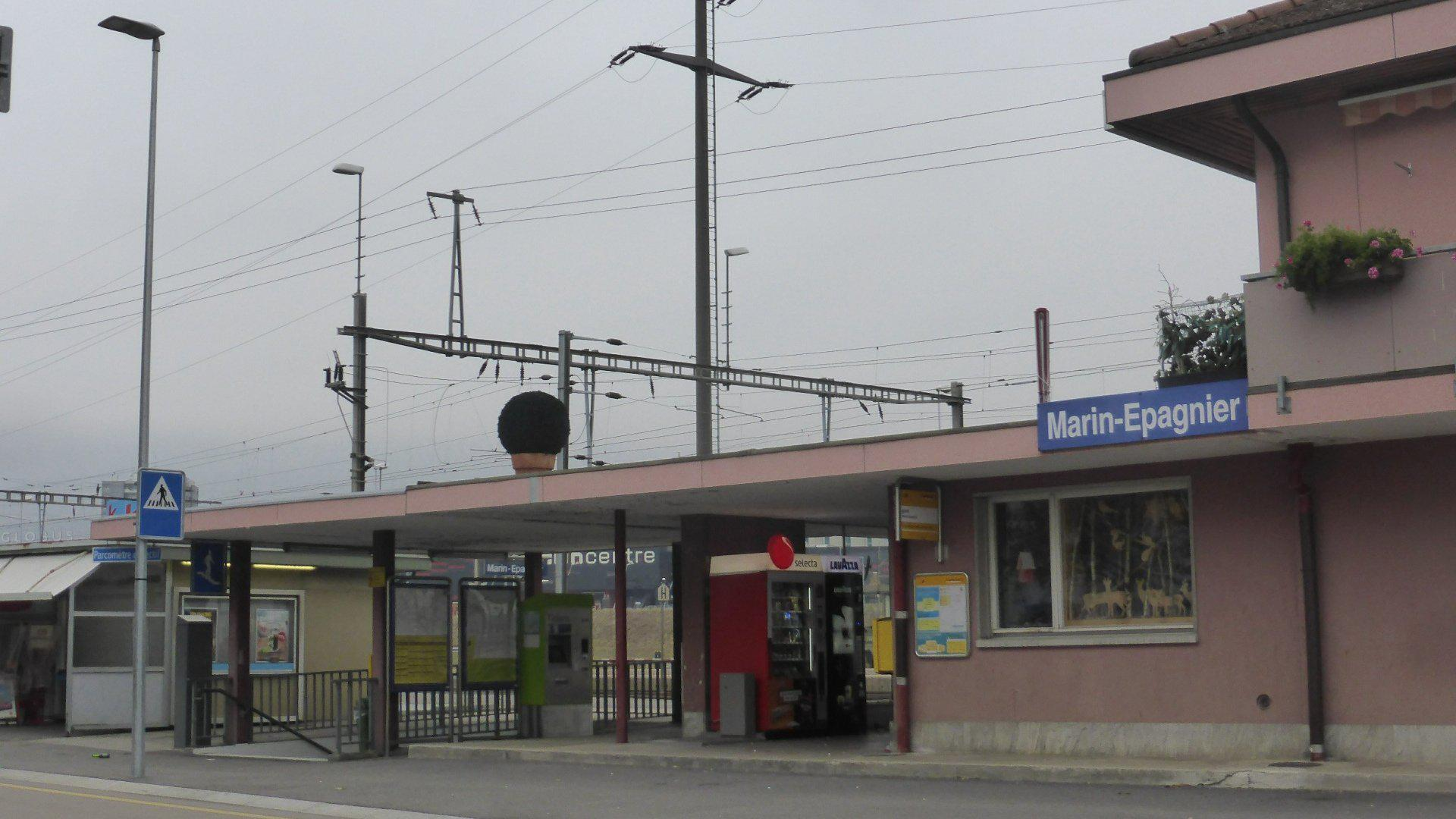
La stazione di Marin-Epagnier

La Tène è servito dalle autostrade A5 (uscita di Marin) e A20 (uscite di Thielle e di Cornaux/Thielle-Wavre), dalla strade principali 5 e 10, dalla stazione di Marin-Epagnier sulla ferrovia Berna-Neuchâtel e dalla rete filoviaria di Neuchâtel.